# ФК Делфино Пескара 1936
ФК Пескара (итал. Pescara Calcio), званичан назив од 2009. Делфино Пескара 1936 (итал. Delfino Pescara 1936), је италијански фудбалски клуб из Пескаре, Абруцо. Клуб је основан 1936, а домаће утакмице игра на стадиону Адријатико, капацитета 20.681 места. Тренутно се такмичи у Серији Б, пошто је у сезони 2012/13. испао из Серије А.

## Историја
Осим периода проведеног у Серији Б 1940-их, Пескара није имала значајнијих резултат до уласка у Серију Б 1974. године. Са играчима као што су Ђорђо Репето и Бруно Нобили успела је да се 1977. по први пут пласира у Серију А преко баража, где је победила Каљари и Аталанту, али је на крају Пескара своју прву сезону у Серији А завршила на последњем месту и испала. Наредне сезоне се Пескара поново пласирала у Серију А преко баража, али је опет испала већ у првој сезони, а затим је у року од две године клуб стигао до Серије Ц1.
Ипак клуб се вратио у Серију Б после годину дана, у сезони 1985/86. је чак требало и да испадне али је остао у лиги након искључивања Палерма, затим је Пескара доживела препород након именовања Ђованија Галеонија на место тренера 1986. године. Његова филозофија нападачког фудбала је довела до освајања првог места у Серији Б 1987. и пласмана у Серију А, где је клуб успео да се задржи две сезоне са играчима као што су Жуниор и Блаж Слишковић. Галеоне се вратио током сезоне 1990/91. и већ наредне сезоне увео је поново Пескару у Серију А, где је поново испала након једне сезоне.
После испадања, Пескара је остала у Серији Б током 1990-их, а у сезони 1998/99. је била веома близу пласману у Серију А. Након тога је следило испадање у Серију Ц1 2001, а 2003. се преко баража вратио у Серију Б. Клуб се прве две сезоне по повратку два пута спасао испадања због банкрота и скандала других клубова, који су били избацивани из лиге. Пескара је на крају ипак у сезони 2006/07. испала у Серију Ц1, са чак три промене председника и тренера у току сезоне.
19. децембра 2008. презадужени клуб је банкротирао и контрола над њим је прешла у руке стечајног управника одређеног од стране Суда у Пескари. У фебруару 2009. је завршено преузимање клуба од стране групе зване Делфино Пескара 1936, а Дебора Калдора је постала прва жена на функцији председника у историји клуба.
Промене су убрзо довеле и до бољих резултата, па је Пескара у сезони 2009/10. заузела друго место у Групи Б Лиге Про Прве дивизије (бивше Серије Ц1) и тако обезбедила учешће у баражу за пласман у виши ранг. У полуфиналу баража је победила Ређијану, а затим у финалу и Верону и тако се након три године одсуства у Серију Б. Сезона 2011/12. је почела са именовањем Здењека Земана као новог тренера, који је са Пескаром постао првак Серије Б и вратио клуб у Серију А након 19 година одсуства. Пескара је сезону 2012/13. у Серији А завршила на последњем 20. месту и испала у нижи ранг.

## Успеси
- Серија Б

Првак (2): 1986/87, 2011/12.
- Серија Ц

Првак (2): 1940/41, 1973/74.

## Статистика
| Лига | Учешћа | Дебитовао | Последња сезона у овом такмичењу |
| ---- | ------ | --------- | -------------------------------- |
| A    | 6      | 1977/78.  | 2012/13.                         |
| Б    | 33     | 1941/42.  | 2011/12.                         |
| Ц    | 28     | 1932/33.  | 2009/10.                         |
| Д    | 9      | 1950/51.  | 1972/73.                         |